# Danza de los arcos
La danza de los arcos de Cariño es una danza secular que se trenza como homenaje a la patrona del mar, como es la Virgen del Carmen, o al patrón de la localidad, en este caso San Bartolomé.
Desde tiempos inmemorables los marineros de Cariño rinden homenaje a sus patrones con una danza que se compone por un número impar de hombres ataviados con una vestimenta blanca adornada con unos lazos de colores en su hombro izquierdo, una banda cruzada de derecha a izquierda que puede ser de distintos colores y un pañuelo floreado a la cintura.
El que va delante, denominado guía, es el encargado de sincronizar los movimientos con el último, denominado cola. Estos dos bailarines se distinguen por llevar un mantón de Manila.
Este baile fue llevado a otros pueblos de Galicia, como por ejemplo Camariñas, por gente de Cariño que se trasladó a hacer su trabajo de marineros, como fueron los hermanos Crisanto, Andrés, Gervasio Martínez, los del "Peitudo", los del "Canteiro", etc. que se encargaron de llevar este baile por los distintos pueblos marineros.
El cargo del guía, al que puede optar cualquier bailarín, fue ostentado durante los tiempos por el tío Peitudo, Andrés del Canteiro, Antonio del Jalucho, Antonio O Cavicho, Torrente, Donato, El Perlita...
Los arcos de madera adornados en forma de flor de papel son movidos al compás de la música haciendo distintas filigranas y formas que tanto caracterizan este baile.
Los distintos pasos con bailes se denominan Puente Alto, Puente Bajo, Culebrina, Caracol, Paseo Largo y Nudo.
Vinculada desde siempre a los marineros, la danza de arcos acompaña inexorablemente los festejos que se celebran en la villa. Nadie conoce a ciencia cierta su antigüedad, ni su procedencia, si bien los pasos del  baile fueron transmitiéndose a lo largo de los años de manera inalterada de padres a hijos.
Casi que todos los jóvenes del pueblo en alguna época de sus vida han formado parte de este masculino baile cariñés, aunque hoy en día la tradición se ha adecuado con naturalidad a los tiempos que corren, y la posibilidad de participar se ha abierto al género femenino.
Previamente a cada celebración, los arcos de madera son engalanados por los propios integrantes de la danza con los más vistosos colores, formando una hermosa serpiente multicolor.
El día más álgido del año para la danza de arcos es el 16 de julio, festividad de la Virgen del Carmen, patrona de los marineros. En esta fecha la agrupación acompaña por tierra y por mar a la santa homenajeándola, luego de la impresionante travesía marina a los acantilados de Ortegal, con todo un extenso recital de pasos y figuras inverosímiles heredadas de generación en generación.
Esta danza puede verse en diversas festividades de los estados de Hidalgo, México y Puebla, está llena de pasos muy complejos, y giros sorprendentes y vistosos, ejecutados por parejas de hombres que danzan en hilera y que portan los extremos de unos arcos decorados con flores de papel. Su vestimenta es blanca y llevan pañoletas cruzadas sobre el pecho. Esta danza la bailan los grupos étnicos otomíes del estado de México en el municipio de Acambay ....
- Datos: Q5799184